# V4024 Sagittarii
V4024 Sagittarii eller HD 178175 är en ensam stjärna i den norra delen av stjärnbilden Skytten. Den har en minsta skenbar magnitud av 5,60 och är svagt synlig för blotta ögat där ljusföroreningar ej förekommer. Baserat på parallax enligt Gaia Data Release 3 på 2,37 mas beräknas den befinna sig på ett avstånd på ca 1 370 ljusår (ca 420 parsek) från solen. Stjärnan rör sig närmare solen med en heliocentrisk radialhastighet av -20 km/s. Dess position nära ekliptikan gör att den kan komma i ockultation med Månen.

## Egenskaper

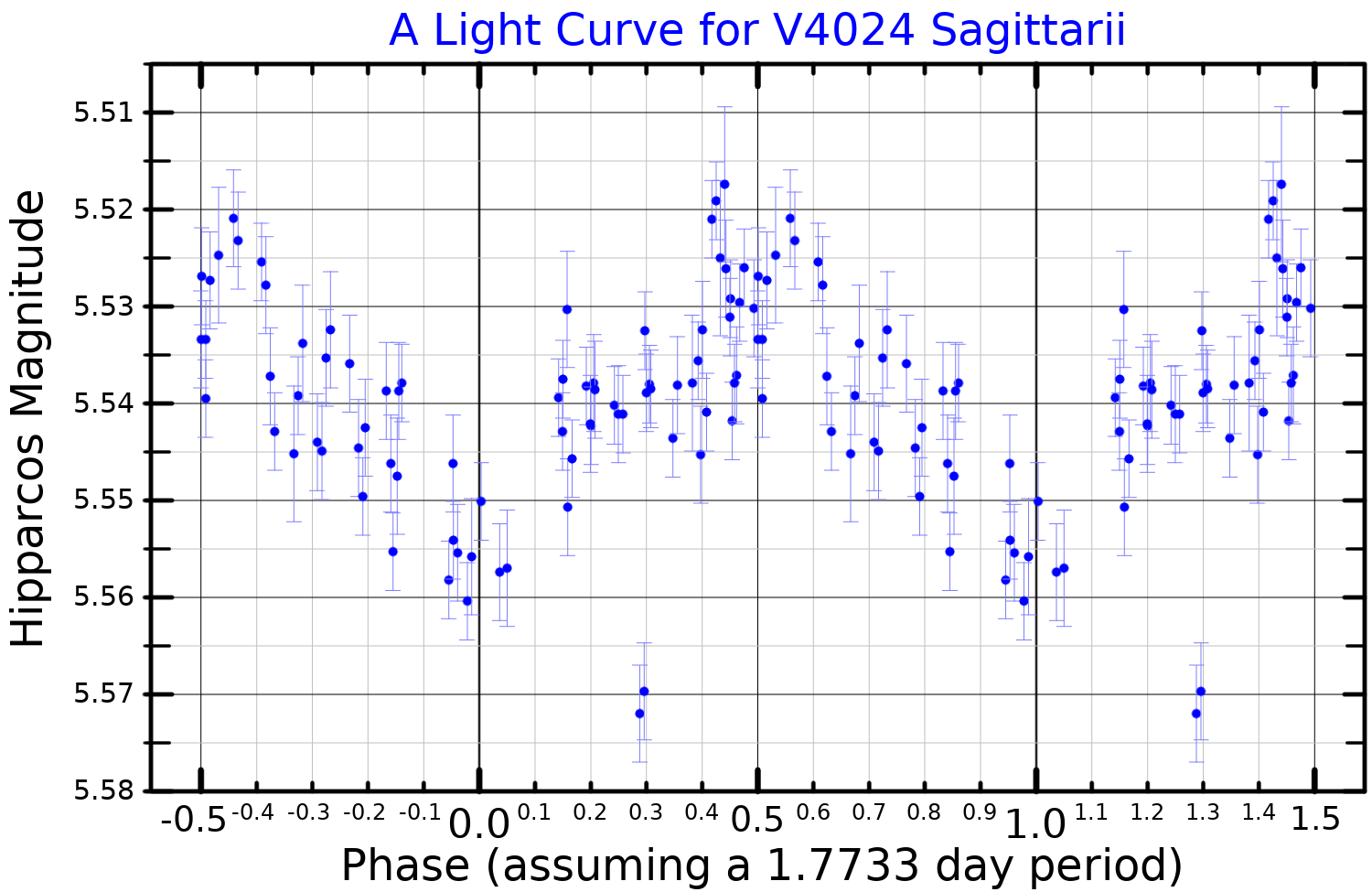
Ljuskurva i synliga bandet för V4024 Sagittarii plottade från Hipparcos-data.

V4024 Sagittarii är en blå stjärna av i huvudserien av spektralklass av B2 Ve, där suffixet 'e' anger att stjärnans spektrum har emissionslinjer, som skapas av material som kastas ut från ekvatorialområdet av den snabbt roterande stjärnan. Den klassificeras som en eruptiv Gamma Cassiopeiae-variabel och har mätts i ljusstyrka från visuell magnitud 5,34 ner till 5,60 med en variationsperiod av 1,7733 dygn. Den har en massa motsvarande ca 8,8 solmassor, en radie motsvarande ca 4,5 solradier och utsänder energi från dess fotosfär av ca 7 550 gånger solen vid en effektiv temperatur av ca 18 100 K.